# Moravská bouda
Moravská bouda je horská bouda pod hřebeny Krkonoš, která slouží jako menší hotel (14 pokojů, 52 lůžek). Nachází se v lokalitě Sedmidolí nad Špindlerovým Mlýnem v nadmořské výšce 1225 m na luční enklávě, na které se kromě ní nacházejí ještě Dvořákova bouda, chata Špindler a Novopacká bouda. Součástí boudy je stylová restaurace o kapacitě 60 osob a 20 místy v salonku, případně 40 místy na terase. Kolem chaty protéká Červený potok.

## Historie

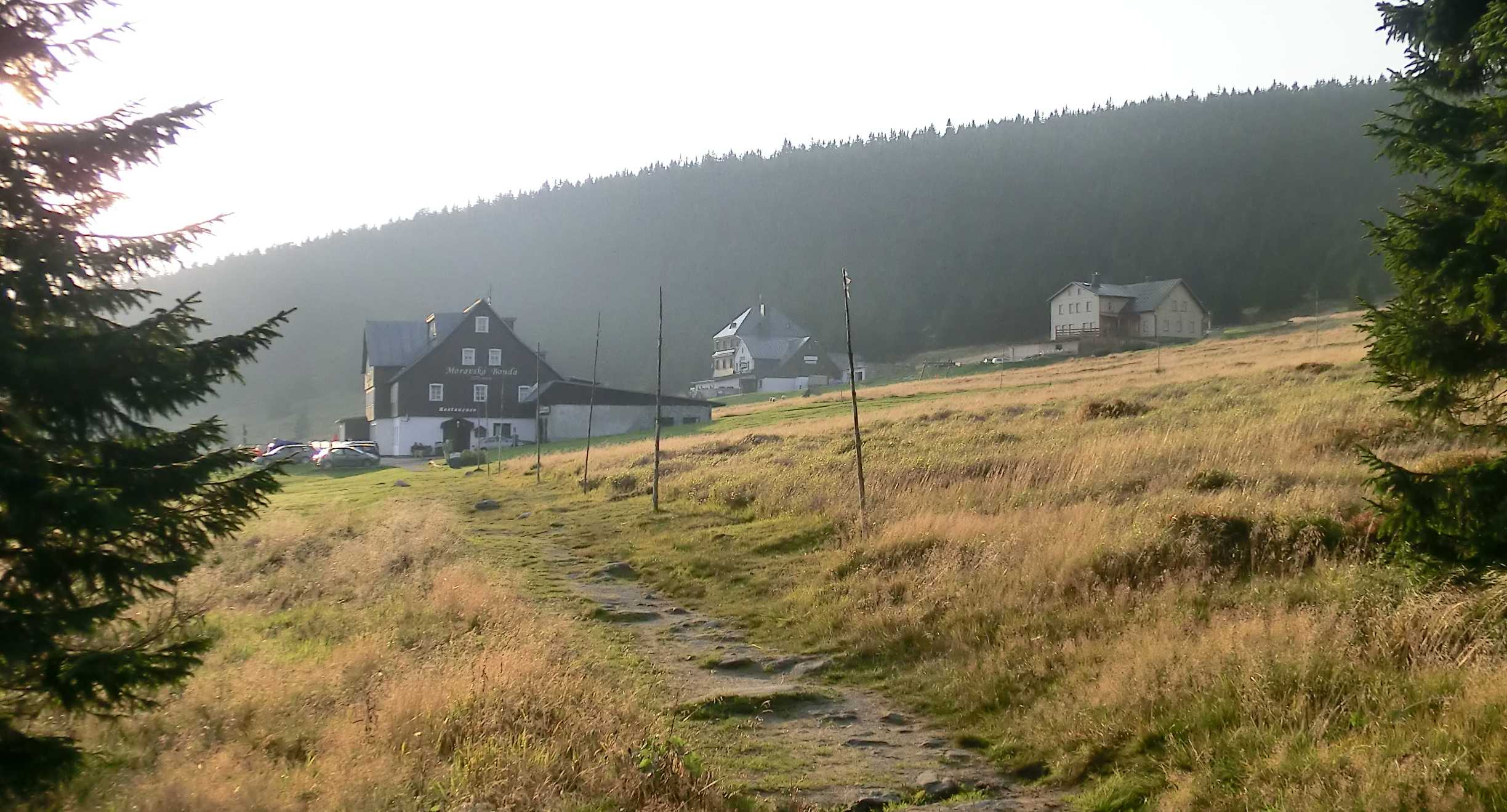
Moravská bouda, Dvořákova bouda a chata Špindler při pohledu ze "zelené" turistické trasy

Již v první polovině 19. století stával na místě boudy jednoduchý přístřešek pro seno. Roku 1876 majitelé Erlebachové postavili první chatu umožňující celoroční pobyt i občerstvení pro turisty. Půnodní název byl Daftebaude a fungovala rovněž jako hospodářství, kde se chovali koně, krávy a menší zvířectvo. Za 2. světové války sloužila německé armádě a poté k rekreaci ROH. V roce 1982 byla Moravská bouda jednou z filmových lokací při natáčení filmové komedie Sněženky a machři – natáčely se zde některé interiérové scény. 

## Využití
Bouda je v zimě vyhledávaná pro blízkost 300 m dlouhého lyžařského vleku, přímo navazujícího na 1200 m dlouhý vlek Davidovky, který pro odlehlou polohu od centra Špindlerova Mlýna není tolik přeplněný jako například Svatý Petr. V každém počasí je vhodná například pro podnikové akce, nabízí bezdrátové internetové připojení zdarma a dvě školicí místnosti o kapacitě 2×15 míst.

## Přístup
- po  zelené značce z autobusové zastávky Špindlerův Mlýn, Špindlerova bouda - ¾ hodiny (2,4 km)
- po  žluté značce z autobusové zastávky Špindlerův Mlýn, Davidova bouda - 1¼ hodiny (2,5 km)
- po  černé značce z autobusové zastávky Cieplice Zdrój, Agnieszkowska v Jagniątkówe na státní hranici a dále po  červené a  žluté značce - 3¼ hodiny (6,6 km)

## Přechody
Okolo Moravské boudy vede  turistická cesta spojující Špindlerův Mlýn přes rozcestí Dívčí lávky s vrcholovou partií Krkonoš nad Petrovou boudou, zároveň odsud odbočuje krátká  spojnice s rozcestím Pod Petrovkou, kde se napojuje na páteřní trasu  Cesty česko-polského přátelství.
- po silnici Dvořákova bouda - 2 minuty (130 m)
- po silnici chata Špindler - 3 minuty (150 m)
- po  žluté značce a po silnici Novopacká bouda - 5 minut (320 m)
- po  žluté značce a po silnici Petrova bouda - ¼ hodiny (570 m)
- po  žluté značce Davidovy Boudy - ½ hodiny (1,5 km)
- po  zelené značce a po silnici Lužická bouda - ¾ hodiny (2,5 km)
- po  zelené značce a po silnici Špindlerova bouda - ¾ hodiny (2,6 km)
- po  zelené značce a po silnici Erlebachova bouda - ¾ hodiny (2,7 km)
- po  žluté a  modré značce Medvědí bouda - 1 hodina (3 km)
- po  zelené značce a po silnici Schronisko Odrodzenie - 1 hodina (2,9 km)
- po  žluté,  červené a  modré značce Martinova bouda - 1½ hodiny (4 km)
- po  žluté,  červené,  modré značce a  zelené značce Labská bouda - 2¼ hodiny (6,3 km)
- po  žluté,  červené a  žluté značce Schronisko Pod Łabskim Szczytem - 2¾ hodiny (7,4 km)

## Výstupy
- po silnici, lesní pěšině a  modré značce Ptačí kámen (1310 m) - 20 minut (0,6 km)
- po  zelené a  červené značce Čihadlo (1216 m) - 40 minut (2,1 km)
- po  žluté a  červené značce Dívčí kameny (1414 m) - ¾ hodiny (1,5 km)
- po  žluté a  červené značce Mužské kameny (1416 m) - 1 hodiny (2,3 km)
- po  žluté a  červené značce Velký Šišák (1424 m) - 1½ hodiny (3,3 km)
- po  zelené a  červené značce Sněžka (1603 m) - 4¼ hodiny (11,8 km)